# Quilleco
Quilleco, que en mapudungún significa “agua (co) de lágrimas (quille)”, o lágrimas de agua, es una comuna precordillerana de la región del Biobío ubicada en la provincia homónima, 40 kilómetros al sureste de Los Ángeles, capital provincial, en el camino a Antuco, en la zona central de Chile. Su territorio tiene una superficie de 1.189,75 km² y su población según el censo chileno de 2017 alcanza a los 9.587 habitantes. 
Otras localidades rurales de la comuna son Centinela, Cañicura y Río Pardo.

## Historia
El nombre de Quilleco proviene del estero que lo cruza y desemboca en el río Duqueco, sobre el significado de la palabra Quilleco esta tiene tres orígenes, la hispana utilizada hasta la primera mitad del siglo XX que denotaba el nombre de un nenúfar llamado Leona del Agua o Azucena del Agua (fuente: Víctor Domingo Silva; El Mestizo Alejo y la Criollita). Por otra parte, está el significado acuñado en la memoria oral del pueblo pehuenche, quienes en tiempos de la colonia tuvieran su frontera natural hacia el sector sur de la comuna, cercano a la confluencia del río Quilleco y el Duqueco, quienes lo llaman Qüillen: Luna y co: Agua (agua de luna). Posterior a la década del 70 se le atribuye el significado etimológico de la lengua mapudungun de agua de lágrimas.
A mediados del siglo XVII, surge la figura del caudillo Alejandro de Vivar, conocido en la Historia de Chile como el Mestizo Alejo, hijo del cacique Curivilu del rehue de Quilleco y de Isabel de Vivar y Castro, mujer criolla hija de encomenderos, que al pasar su cautiverio en estas tierras dio a luz a este estratega militar, educado por jesuitas en Concepción volvió a sus tierras en 1650 para liderar una de las revoluciones que causara más pérdidas a la Corona española en tiempos de la colonia y que organizara huestes a lo largo del sur de Chile, para desde ahí tratar de incendiar en tres ocasiones la Concepción y librar batallas en San Carlos, Tomé y otros sectores como la batalla de Molino del Ciego, donde los mapuches al mando del Mestizo Alejo derrotaron a los españoles, ocasionándole doscientos muertos el día 14 de enero de 1657.
Entre estas fronteras naturales, durante la Colonia existían sectores dominados por terratenientes encomenderos, grandes hacendados que estaban en permanente contacto con los circuitos mercantilistas de la sal de los pehuenches, y de las encomiendas con las que alimentaban el territorio de la alta frontera que conectaba con Ñuble y Los Ánjeles. En estos parajes es donde se encuentra la histórica hacienda San José de Las Canteras, lugar donde residió por muchos años en Chile don Ambrosio O'Higgins, quien desde ahí, en la segunda mitad del siglo XVIII enviara a construir los fuertes del Príncipe Carlos en Villucura y Vallenar en Antuco. Desde aquel tiempo, no fue sino hasta 1804, el 29 de enero, cuando vuelve desde Perú a tomar posesión de su herencia don Bernardo O'Higgins Riquelme, quien por casi una década, innovó la agricultura y creó el ejército de los Milicianos de la Laja.
En ese mismo período, los terratenientes descendientes de los encomenderos, particularmente la familia Vásquez Palacios, dispusieron de las tierras para el levantamiento del villorrio de Quilleco, poblado que se conformaría de a poco en estos años, hasta que a mediados del siglo XIX, fue visitado por el primer intendente de la provincia de Arauco, Francisco Bascuñán Guerrero. En aquellos días y posterior a la muerte del prócer O'Higgins, la Hacienda San José de las Canteras pasa a ser propiedad de don Manuel Bulnes.
Es así que el pueblo fue fundado por Francisco Bascuñán Guerrero en 1853 y el 26 de julio de 1875 se le confirió el título de "Villa de San Francisco de Quilleco". 
El 22 de diciembre de 1891, se creó la Municipalidad de Quilleco con sede en Quilleco, que administraba las Subdelegaciones 18.ª Pedregal, 19.ª Canteras, 20.ª Antuco y 21.ª Quilleco en el departamento, con los límites que le asignó el 8 de octubre de 1888.
El 17 de marzo de 1894, se constituyeron los representantes del primer municipio de la Comuna de Quilleco, según libro de actas de aquella sesión, celebrada en el salón de la Municipalidad de Los Ángeles, en donde se efectuó la sesión preparatoria con la presencia de los primeros regidores electos, siendo estos:
- Don José Tomás Paredes
- Don Cristino Ortiz
- Don Juan Ángel Castillo
- Don Dionisio Martínez
- Don Mariano Palacios
- Don Juan Jara Burgos
- Don Juan Bautista Vega
- Don Simón Seguel Cifuentes; y
- Don Juan Belisario Almendras
- Don Rodrigo Tapia Avello
- Don Jaime Quilodran

Haciéndose la elección de alcaldes y regidores quedando ordenada de la siguiente forma: Como primer alcalde fue elegido don Mariano Palacios., como segundo alcalde fue elegido don Juan Ángel Castillo, como tercer alcalde fue elegido don Juan Bautista Vega, como primer regidor fue elegido don Juan Belisario Almendras, como segundo regidor fue elegido don Cristino Ortiz, como tercer regidor fue elegido don José Tomás Paredes, como cuarto regidor fue elegido don Juan Jara Burgos, como quinto regidor fue elegido don Simón Seguel Cifuentes, como sexto regidor fue elegido don Dionisio Martínez.
Aquí también se ubica la localidad de Las Canteras lugar donde estaba la hacienda del mismo nombre, lugar donde el Liberador Bernardo O'Higgins pasó su juventud. Aquí formó el Regimiento n.º 2 "Milicianos del Laja". La comunidad, cada 20 de agosto, día del natalicio del prócer, realiza una ceremonia junto a un viejo árbol de castaño, que la tradición popular dice que fue plantado por O'Higgins en su juventud.

## Medio ambiente

### Geomorfología y componentes abióticos

Trazado simplificado de los ecosistemas y cuerpos de agua presentes en la comuna de Quilleco.

La comuna de Quilleco se encuentra emplazada en las unidades geomorfológicas de Cordillera andina de retención crionival, Llano central fluvio-glacio-volcanico y Precordillera; y presenta según la clasificación climática de Köppen clima mediterráneo de lluvia invernal (Csb), clima mediterráneo de lluvia invernal de altura (Csb (h)), clima mediterráneo frío de lluvia invernal (Csc), clima templado lluvioso con leve sequedad estival (Cfb (s)) y clima templado lluvioso frío con leve sequedad estival (Cfc (s)). Esta además se halla en la cuenca hidrográfica de río Biobío. Además, la comuna posee diversos cuerpos de agua, entre los que se destacan la laguna San Miguel; y río Canicura, río Coreo, río Dimilhue, río Duqueco, río Guaqui, río Laja, río Pardo y río Rucue.

### Componentes bióticos
Dentro del territorio de la comuna se pueden hallar los siguientes ecosistemas:
- Bosque caducifolio mediterráneo donde predominan Nothofagus obliqua y Persea lingue (En peligro crítico)
- Bosque caducifolio mediterráneo interior donde predominan Nothofagus obliqua y Cryptocarya alba (En peligro crítico)
- Bosque caducifolio mediterráneo-templado andino donde predominan Nothofagus pumilio y Nothofagus obliqua (Vulnerable)
- Bosque caducifolio templado andino donde predominan Nothofagus alpina y Dasyphyllum diacanthoides (En peligro)
- Bosque caducifolio templado andino donde predominan Nothofagus alpina y Nothofagus dombeyi (Vulnerable)
- Bosque caducifolio templado andino donde predominan Nothofagus pumilio y Araucaria araucana (Vulnerable)
- Bosque caducifolio templado andino donde predominan Nothofagus pumilio y Azara alpina (Vulnerable)
- Bosque resinoso templado andino donde predominan Araucaria araucana y Nothofagus dombeyi (Vulnerable)
- Bosque siempreverde templado andino donde predominan Nothofagus dombeyi y Gaultheria phillyreifolia (Vulnerable)
- Matorral bajo templado andino donde predominan Discaria chacaye y Berberis empetrifolia (Vulnerable)

### Medidas de protección ambiental y conflictos socioambientales
Hasta 2022, la comuna de Quilleco cuenta con un área territorial destinada a la protección ambiental:
- Corredor Nevados de Chillán - Laguna del Laja (Reserva Biósfera)[10]

## Demografía
La comuna de Quilleco, cuenta con 10.033 personas, de las cuales, el 50,6% son hombres y 49,4% mujeres. En el año 2013, el 34,27% de la población fue considerada pobre por la encuesta CASEN, siendo un 8,56% menor que el año 2011.
Según el censo de 2002, el 1,33 % se considera miembro de la etnia Mapuche. Y el 0,01 % de la etnia Quechua. Mientras que el resto no se consideró en ninguna etnia. En el ámbito de la religión, el 80,99% se considera Católica, el 14,34% pertenece a la Evangélica, el 2,55% señala que Ninguna, ateo, Agnóstico y el 2,11% eligió otra.
En 2012, la Tasa de Natalidad registró 10,27, mientras que la Tasa de Mortalidad General en 6,59.

## Administración

### Municipalidad
La Municipalidad de Quilleco para el periodo 2021-2024 es dirigida por el alcalde Rodrigo Mariano Tapia Avello (Independiente - Candidatura Independiente) y el concejo municipal conformado por los concejales:
- Jorge Andrés Jure Cares (IND - RN)
- Manuel Esteban González Abuter (RN)
- Claudio Felipe Veloso Vallejos (UDI)
- Lorena Del Carmen Brito Brito (IND - Radicales e Ind)
- Pamela Vial Vega (IND - Unidad Por el Apruebo)
- Luis Osvaldo Pérez Díaz (PS)

### Representación parlamentaria
Quilleco forma parte de la circunscripción senatorial X y del distrito electoral 21. Es representada en la Cámara de Diputados del Congreso Nacional por los siguientes diputados:
- Flor Weisse Novoa (UDI)
- Karen Andrea Medina Vásquez (Partido de la Gente)
- Joanna Pérez Olea (PDC)
- Cristóbal Urruticoechea Ríos (Partido Republicano De Chile)
- Clara Inés Sagardía Cabezas (IND - Convergencia Social)

En el Senado, la representan:
- Sebastián Keitel Bianchi (Evolución Política)
- Enrique van Rysselberghe Herrera (UDI)
- Gastón Saavedra Chandía (PS)

## Economía
La principal actividad económica de la zona es la forestal que concentra más de la mitad del territorio de cultivo, con vastas plantaciones exóticas de pino radiata y eucaliptus, a esto se suma la actividad agrícola, con cultivos tradicionales como la remolacha y el trigo.
Otra actividad importante es la generación de energía eléctrica, con la centrales hidroeléctricas Rucúe y Quilleco, esta última inaugurada el 23 de julio de 2007 por la, en ese entonces, Presidenta Michelle Bachelet. Se trata de centrales de pasada que utilizan el agua del río Laja y sus afluentes. Rucúe tiene 160 MW de potencia instalada y su generación media anual es de 1.190 GWh. Quilleco tiene 70 MW de potencia instalada y su generación media anual es de 450 GWh. 
En 2018, la cantidad de empresas registradas en Quilleco fue de 93. El Índice de Complejidad Económica (ECI) en el mismo año fue de -0,64, mientras que las actividades económicas con mayor índice de Ventaja Comparativa Revelada (RCA) fueron Servicio de Corte y Enfardado de Forraje (244,09), Producción en Viveros, excepto Especies Forestales (151,09) y Servicios de Televisión no Abierta (54,4). 

## Medios de comunicación

### Radioemisoras
FM
La comuna no cuenta con radios comunitarias.